# Підрясне
Підрясне́ — село в Україні, у складі Львівської міської громади, підпорядковується Львівській міській раді, як частина Залізничного району м. Львова, Львівського району, Львівської області. Населення становить 342 особу. Орган місцевого самоврядування — Львівська міська рада.

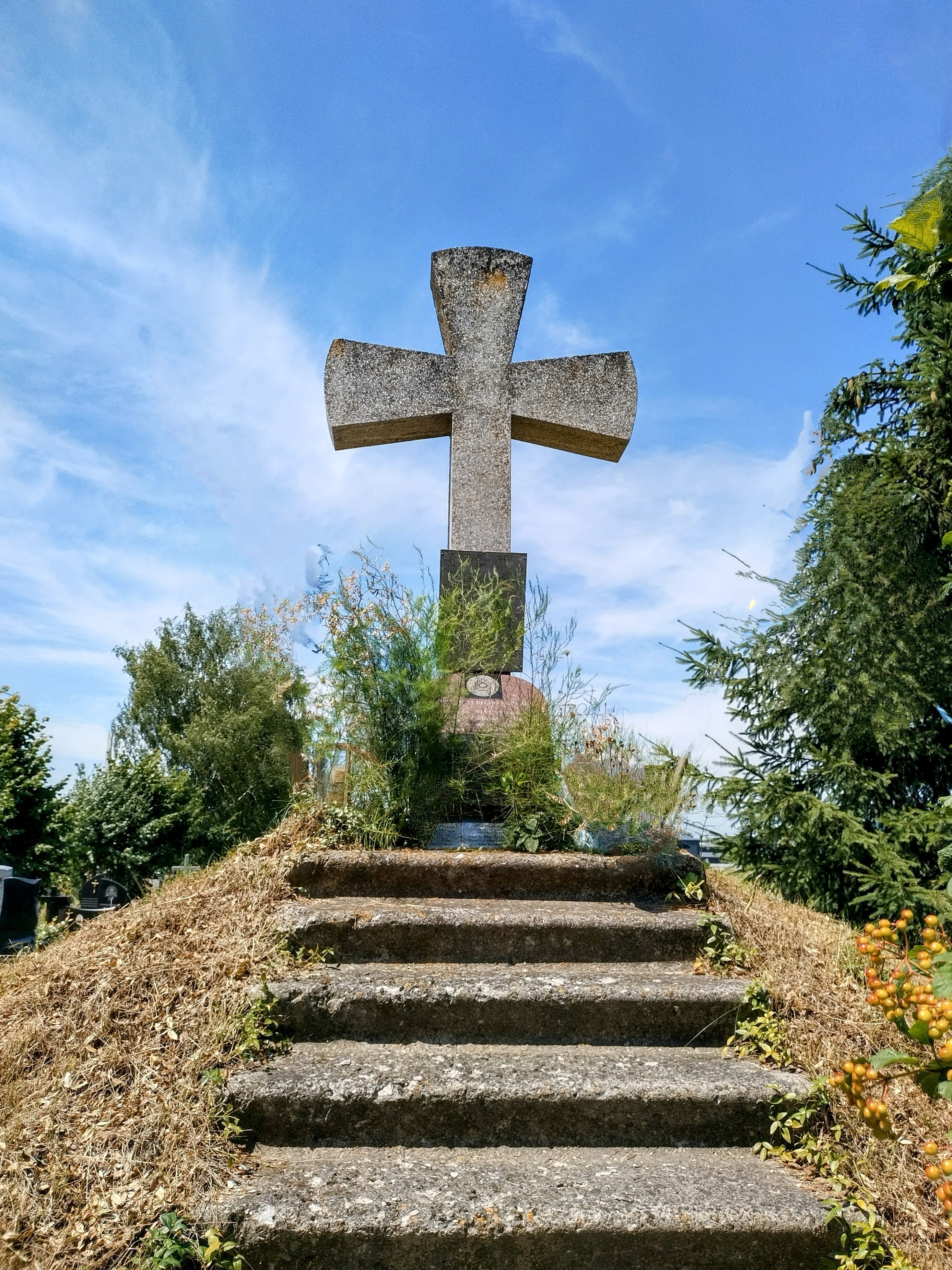
Меморіал "Борцям за волю України"

## Економіка
З 2016-го в селі працює завод з виробництва кабелів компанії Fujikura